# خیریم‌لی
خیریم‌لی (به لاتین: Xeyrimli یا XeyrimliDeli یا XeyrimliDil) یک منطقه مسکونی در جمهوری آذربایجان است که در شهرستان قزاق واقع شده است.